# 헝가리 혁명 및 개입 (1918년~1920년)
헝가리 혁명 및 개입은 1918년부터 1920년까지 발생한 헝가리 혁명에 대한 각국의 개입 사건을 일컫는다. 1918년 애스터 혁명 기간 동안 카로이 미하이는 헝가리 민주공화국을 수립했다. 1919년 3월 헝가리 민주공화국은 또 다른 혁명에 의해 붕괴되었으며 헝가리 평의회 공화국이 수립되었다. 이러한 일련의 사태들로 인해 헝가리는 1919년 루마니아 왕국, 유고슬라비아 왕국 체코슬로바키아 등 이웃 국가들과 전쟁을 벌였다 헝가리 평의회 공화국은 루마니아의 점령 이후 멸망하였다. 트리아농 조약을 통해 이 전쟁의 당사국인 체코슬로바키아, 루마니아, 유고슬라비아는 헝가리 영토의 일부를 할양받았다.

## 배경
전간기 동안 중앙유럽의 정치적 상황은 불안정했고, 1918년 11월에 옛 오스트리아-헝가리 제국으로부터 독립한 신생국들은 옛 제국의 영토를 확보하기 위해 노력했다. 오스트리아-헝가리 제국의 영토는 폴란드, 체코슬로바키아, 이탈리아 왕국, 유고슬라비아, 루마니아 왕국 등이 분할하려고 했다. 하지만 헝가리 왕국은 오히려 붕괴되어 헝가리 민주공화국이 수립되었지만 대통령이었던 카로이 미하이가 집권 4개월 만인 1919년 3월 20일 사임하고 친볼셰비키파이자 블라디미르 레닌의 특사였던 쿤 벨러가 집권하여 새로운 공화국을 수립했다.

## 전쟁
헝가리에 친볼셰비키 정권이 들어서자 가장 먼저 반응한 국가는 루마니아 왕국과 프랑스였다. 루마니아 왕국은 볼셰비키 정권을 붕괴시키기 위해 군사를 파견했고, 프랑스도 루마니아에 군사 고문단을 지원해주는 한편 정치적으로 루마니아 왕국에 지지를 선언했다. 이에 뒤따라 체코슬로바키아도 이 전쟁에 적극적으로 개입했다. 또한 유고슬라비아 왕국도 실질적 이익을 얻기 위해 헝가리와의 전쟁에 가담했고, 무르스카소보타에 수립된 프레크무레 공화국도 독립을 보장받기 위해 참전했다. 양측에서 실질적으로 참여한 병력은 전쟁 말 12만 명에 이르게 되었다.
권력에 집권한지 1주일 만에 쿤 벨러는 이웃 국가들에게 잃어버린 영토를 수복하겠다고 헝가리인에게 약속했으며 1919년 5월 20일 헝가리군은 체코슬로바키아에 선전포고했다. 뒤이어 헝가리군은 옛 슬로바키아 지방을 침공했다. 이에 제1차 세계 대전 당시의 연합국은 헝가리 정부에 압박을 가했고, 러시아 정부의 실질적인 물자 제공 약속이 지켜지지 않자 3주 만에 헝가리는 슬로바키아에서 철수했다. 프랑스는 헝가리가 슬로바키아에서 철수하는 대신 루마니아 왕국군에게 헝가리령인 트란시스차에서 철수할 것을 약속받았다.
루마니아 왕국은 프랑스 지도부의 권고를 무시하고 티차 강 동안에 여전히 주둔하고 있었다. 루마니아가 약속을 지켜야 할 의무가 있다고 연합국에 호소해보았지만 정치적으로는 이 문제를 풀 수 없다고 본 헝가리 정부는 군사력으로 모든 문제를 해결하길 결정했다. 이들은 트란시스차에서 루마니아군을 몰아내고 루마니아군을 격파해 트란실바니아를 탈환하겠다는 목표를 세웠다. 그러나 루마니아군이 헝가리군의 공세를 격파하는데 성공했으며 루마니아군의 이전의 협정 및 협약을 무시한 채 티서강을 건너 헝가리 수도인 부다페스트를 향해 진격했다. 쿤 벨러는 8월 1일 수도를 버리고 비엔나로 도주했으며 헝가리 수도는 8월 4일 함락되었다. 루마니아군은 헝가리 평의회 공화국을 붕괴시켰고 1919년 8월 루마니아는 헝가리 수도인 부다페스트에 주둔하게 되었다. 1920년 3월 루마니아군은 헝가리에서 철수하였다.

## 결과

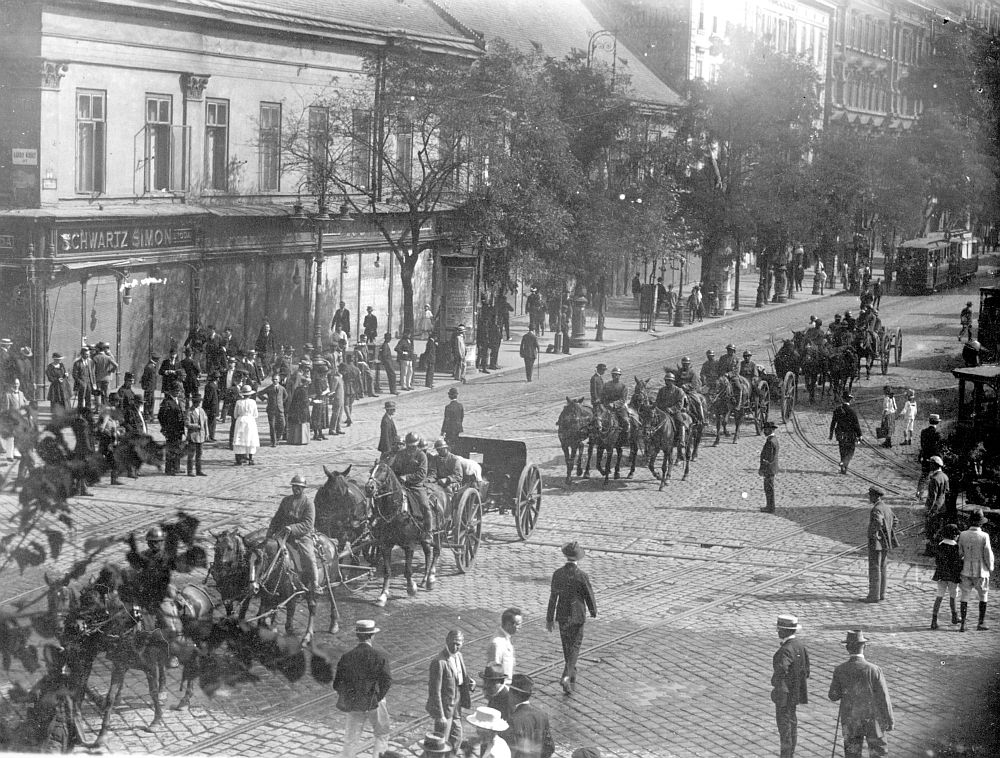
부다페스트를 행군하는 루마니아군

1920년 헝가리에는 다시 왕이 복고하였고, 이 해에 헝가리 왕국이 다시 수립되었다. 하지만 루마니아와의 전쟁으로 헝가리는 폐허가 되었다. 루마니아는 전리품이라는 이유로 헝가리 전역에서 50%의 광물과 30%의 가축, 그리고 21,000개의 수송품을 가져갔다. 1920년까지 그들은 사치품과 음식, 트럭, 자동차, 기차, 공장 시설, 전화기, 타이퍼 등을 가져갔고, 헝가리인들은 이러한 루마니아군의 행동을 약탈로 생각했다. 루마니아군의 이러한 행위는 6달 동안 지속되었다. 루마니아군의 주둔 이후 호르티 미클로시는 이전 헝가리 평의회 공화국이 일으킨 적색 테러에 복수하기 위해 "백색 테러"를 자행했다. 이후 헝가리는 호르시의 명령 하에 제한된 군수품을 생산했다.

## 같이 보기
- 제1차 세계 대전의 여파
- 헝가리 평의회 공화국
- 호르티 미클로시
- 오스트리아-헝가리 제국
- 쿤 벨러